# Bundeskriminalpolizei
Die Bundeskriminalpolizei (BKP) (französisch Police judiciaire fédérale, italienisch Polizia giudiziaria federale) nimmt in der Schweiz die kriminalpolizeiliche Abklärungen und Ermittlungen in denjenigen Bereichen wahr, die in die Kompetenz des Bundes fallen.

## Aufgaben
Sie ermittelt im Bereich der organisierten Kriminalität, bei Verstössen gegen das Betäubungsmittelgesetz und bei  Wirtschaftskriminalität unter der Leitung der Bundesanwaltschaft. Weiterhin koordiniert die BKP kantonsübergreifende und internationale Ermittlungen.

## Organisation
Die BKP untersteht dem Bundesamt für Polizei (fedpol) und verfügt über keine uniformierten Polizisten. Sie ist in vier Geschäftsbereiche mit je drei Unterabteilungen geordnet:
- Geschäftsbereich 1: Ermittlungen Zweigstellen
  - Ermittlungen Lausanne (2 Kommissariate)
  - Ermittlungen Zürich (3 Kommissariate)
  - Ermittlungen Lugano (2 Kommissariate)
- Geschäftsbereich 2: Ermittlungen Mitte
  - Ermittlungen Bern (4 Kommissariate)
  - Ermittlungen Staatsschutz (2 Kommissariate «Staatsschutz», 2 Kommissariate «Rechtshilfevollzug»)
  - Ermittlungen Terrorismus (2 Kommissariate)
- Geschäftsbereich 3: Ermittlungen Spezialeinsätze
  - Ermittlungen Forensik, Informatik (3 Kommissariate)
  - Ermittlungen Spezialeinsätze (Zentrale VP-Führung, Verdeckte Ermittlungen, Zeugenschutz)
  - Observation (4 Kommissariate)
- Geschäftsbereich 4: Ermittlungen, Analysen und Koordination
  - Analyse (2 Kommissariate «Analyse», Kommissariat «Operative Kriminalanalyse», Kommissariat «Criminal Intelligence»)
  - Koordination (6 Kommissariate: KOBIK Clearing, KOBIK Monitoring, Betäubungsmittel, Menschenhandel/Menschenschmuggel, Allgemeine-, Organisierte- und Finanz-Kriminalität, Falschgeld)
  - Kommando (Kommissariat «Einsatz und Planung», Kommissariat «Zielfahndung/Einsatzgruppe»)